# Yokohama Landmark Tower
35°27′17″B 139°37′54″Đ / 35,45472°B 139,63167°Đ
Yokohama Landmark Tower (横浜ランドマークタワー Yokohama Randomāku Tawā) một tòa nhà chọc trời ở Yokohama, Nhật Bản. Đây là tòa nhà cao thứ hai  và Cấu trúc cao thứ 4 ở Nhật Bản, chiều cao 296,3 m. Nó nằm ở Minato Mirai 21 của thành phố Yokohama, ngay bên cạnh Bảo tàng Nghệ thuật Yokohama. Công trình xây dựng được hoàn thành vào năm 1993. Khi được xây dựng, nó là tòa nhà cao nhất ở Nhật Bản cho đến khi nó được vượt qua bởi Abeno Harukas vào năm 2012.
Tòa nhà có một khách sạn năm sao nằm trên tầng 49-70, với tổng cộng 603 phòng. Tầng 48 thấp hơn chứa các cửa hàng, nhà hàng, phòng khám và văn phòng. Tòa nhà có hai giảm chấn khối lượng điều chỉnh trên tầng 71 (ẩn) ở các góc đối diện của tòa nhà.
Tháp có thang máy tại thời điểm khánh thành, có tốc độ cao thứ nhì thế giới, với tốc độ 12,5 m/s (41 ft/s) (45,0 km/h (28,0 mph)). Tốc độ này cho phép thang máy lên tầng 69 trong khoảng 40 giây. Tốc độ thang máy nhanh nhất tại Taipei 101 (60,6 km/h, 37,7 mi/h) năm 2004.